# جانورشناسی خاک
جانورشناسی خاک (به انگلیسی: Soil zoology, pedozoology) به مطالعه جانورانی می‌پردازد که به‌طور کامل یا بخشی از چرخه زندگی در خاک زندگی می‌کنند (زیاگان خاک). این رشته مطالعاتی در دهه ۱۹۴۰ توسط مرکوری گیلاروف در روسیه گسترش یافت. گیلاروف به رابطه وارونه بین اندازه و شمار جانداران خاک اشاره کرد. او همچنین پیشنهاد کرد که خاک شامل آب، هوا و فازهای جامد است و خاک ممکن است محیط انتقالی بین حیات آبی و خشکی را فراهم کرده باشد. گویا این عبارت برای نخستین بار در جهان انگلیسی‌زبان در کنفرانسی از جانورشناسان خاک، پژوهش‌های خود را در دانشگاه ناتینگهام بریتانیا در سال ۱۹۵۵ مطرح شد.